# اتفاقية حماية الأمومة 1919
اتفاقية حماية الأمومة 1919 (بالإنجليزية: Maternity Protection Convention 1919) هي اتفاقية منظمة العمل الدولية. تأسست عام 1919: وقد قررت اعتماد بعض الاقتراحات فيما يتعلق بـ «عمل المرأة قبل الولادة وبعدها، بما في ذلك مسألة استحقاق الأمومة».
تم لاحقًا مراجعة المبادئ الواردة في الاتفاقية وإدراجها في اتفاقية منظمة العمل الدولية C103، اتفاقية حماية الأمومة (مراجعة)، 1952، وفي اتفاقية حماية الأمومة، 2000. اعتبارًا من عام 2013، تم التصديق على الاتفاقية من قبل 34 دولة. ومن بين الدول المصدقة، رفضت ثماني دول المعاهدة في وقت لاحق.

## وصلات خارجية
- Text.
- Ratifications.